# Grand Prix Cycliste de Montréal 2023
12. ročník jednodenního cyklistického závodu Grand Prix Cycliste de Montréal se konal 10. září 2023 v kanadském městě Montréal. Vítězem se stal Brit Adam Yates z týmu UAE Team Emirates. Na druhém a třetím místě se umístili Francouz Pavel Sivakov (Ineos Grenadiers) a Španěl Alex Aranburu (Movistar Team). Závod byl součástí UCI World Tour 2023 na úrovni 1.UWT a byl třicátým třetím závodem tohoto seriálu.

## Týmy
Závodu se zúčastnilo všech 18 UCI WorldTeamů, 4 UCI ProTeamy a kanadský národní tým. Týmy Israel–Premier Tech, Lotto–Dstny a Team TotalEnergies dostaly automatické pozvánky jako 3 nejlepší UCI ProTeamy sezóny 2022, první 2 zmíněné týmy svou pozvánku přijaly. Další 2 týmy (Team Novo Nordisk a Tudor Pro Cycling Team) a kanadský národní tým byly pozvány organizátory závodu, Groupe Serdy. Všechny týmy přijely na start se sedmi jezdci kromě týmů Astana Qazaqstan Team a Team Jumbo–Visma s šesti jezdci, celkem se tak na start postavilo 159 závodníků. Do cíle v Montréalu dojelo 60 z nich.
UCI WorldTeamy
- AG2R Citroën Team
- Alpecin–Deceuninck
- Arkéa–Samsic
- Astana Qazaqstan Team
- Bora–Hansgrohe
- Cofidis
- EF Education–EasyPost
- Groupama–FDJ
- Ineos Grenadiers
- Intermarché–Circus–Wanty
- Lidl–Trek
- Movistar Team
- Soudal–Quick-Step
- Team Bahrain Victorious
- Team dsm–firmenich
- Team Jayco–AlUla
- Team Jumbo–Visma
- UAE Team Emirates

UCI ProTeamy
- Israel–Premier Tech
- Lotto–Dstny
- Team Novo Nordisk
- Tudor Pro Cycling Team

Národní týmy
- Kanada

## Výsledky
| Pořadí | Jezdec                         | Tým                   | Čas        |
| ------ | ------------------------------ | --------------------- | ---------- |
| 1      | Adam Yates (GBR)               | UAE Team Emirates     | 5h 54' 02" |
| 2      | Pavel Sivakov (FRA)            | Ineos Grenadiers      | + 3"       |
| 3      | Alex Aranburu (ESP)            | Movistar Team         | + 12"      |
| 4      | Valentin Madouas (FRA)         | Groupama–FDJ          | + 12"      |
| 5      | Simone Velasco (ITA)           | Astana Qazaqstan Team | + 12"      |
| 6      | Simon Yates (GBR)              | Team Jayco–AlUla      | + 12"      |
| 7      | Ben O'Connor (AUS)             | AG2R Citroën Team     | + 17"      |
| 8      | Jon Izagirre (ESP)             | Cofidis               | + 24"      |
| 9      | Mattias Skjelmose Jensen (DEN) | Lidl–Trek             | + 29"      |
| 10     | Marc Hirschi (SUI)             | UAE Team Emirates     | + 29"      |